# 圣巴西勒
圣巴西勒（法語：Saint-Basile，法語發音：[sɛ̃ bazil]）是法国阿尔代什省的一个市镇，属于罗讷河畔图尔农区。

## 地理
圣巴西勒（44°57'23"N, 4°34'16"E）面积17.85 平方千米，位于法国奥弗涅-罗讷-阿尔卑斯大区阿尔代什省，该省份为法国东南部内陆省份，北起顺时针与卢瓦尔省、伊泽尔省、德龙省、沃克吕兹省、加尔省、洛泽尔省和上盧瓦爾省接壤。
与圣巴西勒接壤的市镇（或旧市镇、城区）包括：代赛涅、拉马斯特尔、圣阿波利奈尔-德里亚斯、圣让尚布尔、圣普里、维瓦赖地区韦尔努、贝尔桑特。

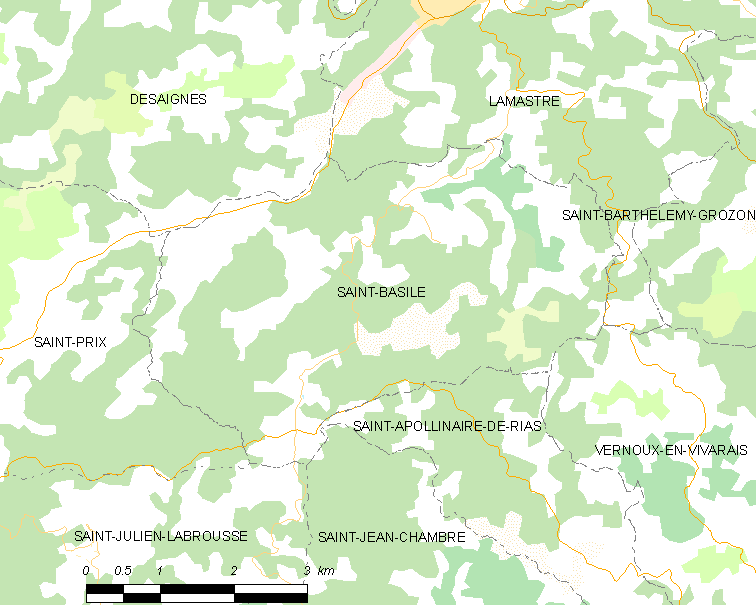
圣巴西勒的OSM定位图

圣巴西勒的时区为UTC+01:00、UTC+02:00（夏令时）。

## 行政
圣巴西勒的邮政编码为07270，INSEE市镇编码为07218。

## 政治
圣巴西勒所属的省级选区为上维瓦赖县。

## 人口

1962-2008年间圣巴西勒人口变化图示

圣巴西勒于2022年1月1日时的人口数量为351人。